# 神保綱忠
神保 綱忠（じんぼう つなただ）は、江戸時代中期の米沢藩家臣・儒学者。父は同藩士で阿宇一刀流の剣術家・軍学者としても知られた神保忠昭。家格は五十騎組。菩提寺は北寺町の浄土真宗乗善寺。

## 経歴
神保家は上杉景勝の時代に御膳部組として取り立てられ、綱忠の高祖父、作兵衛俊忠の時分に五十騎組となった。父の作兵衛忠明は剣豪として知られ、桜田御屋敷将より五十騎組物頭200石に取り立てられるまでとなり、斎藤法信・真島清房・大峡助信・依田秀復、棒術では南斎市兵衛・中村当常らを育てたが、嫡男の綱忠が「忠昭門弟の第一人者」と呼ばれる程の力量であり、その将来を嘱望された。だが、鷹山の学友となり、後に儒学者として大成したため、その剣術が伝わらなかったという。
父が桜田屋敷将となり、米沢藩江戸藩邸上屋敷勤務となったために江戸に上り、宝暦9年（1759年）細井平洲の門人となる。宝暦11年（1761年）に米沢藩世子である上杉治憲（後の鷹山）の学友に選任され、治憲に近侍した。治憲が藩主を継いだ後も綱忠は平洲の下で学問を重ね、師の代わりに塾長となり講義するまでになった。
30歳で米沢に戻ると、鷹山から藩校設置のための御用掛に任じられる。鷹山と細井の元を往復して藩校興譲館構想の実現と平洲の米沢招聘に尽力し、興譲館の提学として藩士の教育にもあたった。天明2年（1782年）に父の死により家督を相続して200石（後に375石）を与えられるが、5年後に鷹山の改革は中断。その後の志賀祐親の緊縮策に伴い一時失脚する。一説には藩財政の立て直しのために削るべき無駄な支出について意見を求められて自らの提学としての俸禄を挙げて辞したものであるという。
寛政元年（1789年）に復職し、寛政3年（1791年）には50石加増されて、町奉行次役となり、寛政5年（1793年）には六人年寄の1人として藩政改革にも関与した。また、寛政8年（1796年）には興譲館の督学に任じられて席次は大目付の上位となり、藩校の運営を一任され、嗣子上杉斉定の侍読も兼ねた。
藩政においては改革積極派の『転法派』に属し、莅戸善政ら主流派の柔軟な政治姿勢に反発し、丸山蔚明（平六）の提言する博徒に対する刑罰の緩和や莅戸が提言する赤湯遊女（俗称は鍋）廃止に反対し対立。また幽閉されている竹俣当綱の復帰を進言したりしているが、いずれも意見を入れられなかった。享和元年（1801年）には政策批判の建議を提出し、しばしば莅戸と激論となり、対立が表面化した。
享和3年（1803年）に莅戸善政が死去すると転法派が台頭し、莅戸政以、大石綱豊、丸山蔚明といった柔軟派と対立を深める。
文化4年（1807年）に藩の特産物の青苧について、藩が一定の値段で買い上げる役苧に加え、耕作者の売買が自由な商人苧についても藩内の特定商人に一任し、需要地越後国においても荷受問屋を定めて間接的に専売化しようとする改革案を提議するも、家臣・領民の反発があり、鷹山の裁断により改革案は中止されて須田満丈や服部正相を初めとした転法派や勘定方の役人が罷免された。綱忠は、この専売化には関与しなかったものの、賛同派であったため、政府出勤の停止となり政事参与を解かれた。
藩政策において反主流派として退けられたものの、興譲館の督学の地位は解かれず、一時怠勤したものの、鷹山が師礼をもって遇したため、政事参与を完全引退後は、興譲館の督学の職務に専念した。文化13年（1817年）に興譲館の職務を退き、其の身一身15人扶持を支給され、隠居号として「蘭室」を賜る。晩年は私塾を開いて門人の育成にあたった。文政5年（1822年）に『宜斎堂集』を刊行した。
他方、莅戸政以の薦めで古賀精里の門人になった香坂昌直が藩校内で出世し、忠綱が死去すると香坂が藩校総監となるに及び藩学は折衷学から朱子学に転換された。
大正13年（1924年）、正五位を追贈された。